# Echium giganteum
Echium giganteum är en strävbladig växtart som beskrevs av Carl von Linné d.y.. Echium giganteum ingår i släktet snokörter, och familjen strävbladiga växter. Inga underarter finns listade i Catalogue of Life.